# Švihůvek
Švihůvek je malá vesnice, část obce Miřetice v okrese Chrudim. Nachází se asi 0,5 km jižně od vesnice Švihov. V roce 2015 zde bylo 22 domů.